# Cuauhtémoc Blanco

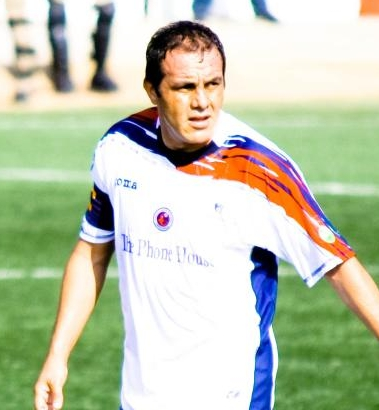
Cuauhtémoc Blanco, met Veracruz

Cuauhtémoc Blanco Bravo (Mexico-Stad, 17 januari 1973) is een Mexicaans politicus en voormalig betaald voetballer die bij voorkeur centraal in de aanval speelde. Op 7 juni 2015 werd hij verkozen tot burgemeester van de stad Cuernavaca namens de Partido Socialdemócrata. Op 1 juli 2018 werd hij voor een periode van zes jaar verkozen tot gouverneur van de deelstaat Morelos namens de Sociale Ontmoetingspartij (PES) als kandidaat van de alliantie Junto Haremos Historia. Tijdens zijn ambtsperiode stapte hij over naar Morena. Voor deze partij kwam hij in de Kamer van Afgevaardigden voor de periode 2024-2027.

## Clubvoetbal
Blanco begon in 1992 bij Club América. Hij kenmerkte zich hier door de manier waarop hij regelmatig tegenstanders probeerde te omspelen. Hij deed dit door de bal tussen zijn voeten te klemmen en vervolgens met de bal voorbij of over de tegenstander heen te springen. In 1997 vertrok hij naar Necaxa, maar na een seizoen keerde de aanvaller alweer terug naar América. In januari 2001 verliet Blanco Mexico en ging hij naar het Spaanse Real Valladolid. In juli 2002 keerde hij weer terug naar América. In 2004 speelde Blanco een halfjaar bij Veracruz, maar hij ging daarna opnieuw terug naar América. Samen met de Argentijn Claudio López was Blanco de ster in het team dat in 2005 kampioen van Mexico werd. In 2006 werd bovendien de CONCACAF Champions Cup gewonnen, zodat Blanco met Club América deelnam aan het WK voor clubs 2006 in Japan. In juli 2007 tekende Blanco bij Chicago Fire. In 2011 keerde Blaco terug in de Mexicaanse competitie waar hij in 2015 zijn carrière beëindigde bij Puebla. Begin maart 2016 kreeg hij een afscheid in een competitiewedstrijd van zijn eerste club América.

## Nationaal elftal
Blanco was tevens Mexicaans international. Hij maakte in februari 1995 zijn debuut tegen Uruguay. Hij nam deel aan de FIFA Confederations Cup in 1995, 1997 en 1999 en de aanvaller was erbij op de WK's van 1998, 2002 en 2010. De Confed Cup van 1999 werd door Mexico gewonnen. Blanco scoorde in totaal negen keer op de drie edities waaraan hij deelnam. Hiermee is hij samen met Ronaldinho all-time topscorer.
Op het WK was Blanco slechts driemaal trefzeker: in 1998 tegen België, in 2002 tegen Kroatië (strafschop) en in 2010 tegen Frankrijk, eveneens vanaf de penaltystip. In 2005 raakte Blanco in conflict met de Mexicaanse bondscoach Ricardo Lavolpe. De aanvaller was door Lavolpe geselecteerd voor de Confederations Cup in Duitsland, maar Blanco zegde af omdat hij vond dat hij aan rust toe was. De bondscoach kon dit niet waarderen en hij riep Blanco gedurende enkele maanden niet meer op voor de nationale selectie. Pas in januari 2006 werd Blanco weer geselecteerd door Lavolpe, na felle kritiek op zijn beleid door supporters en andere critici waaronder oud-vedette Hugo Sánchez.
De terugkeer van Blanco in het nationale elftal was echter van korte duur, want begin april 2006 maakte Lavolpe bekend Blanco niet te zullen selecteren voor het WK 2006. Op 10 september 2008, na 98 interlands en 34 doelpunten voor Mexico, beëindigde Blanco zijn interlandcarrière. Op het WK 2010 was Blanco niettemin weer actief voor de Mexicaanse ploeg. Op 17 juni 2010 maakte Blanco er de 0–2 in de groepswedstrijd tegen Frankrijk via een penalty.
Blanco vertegenwoordigde zijn vaderland eveneens op de Olympische Spelen 1996 in Atlanta, waar de Mexicaanse ploeg onder leiding van bondscoach Carlos de los Cobos in de kwartfinales werd uitgeschakeld door de latere winnaar Nigeria.

## Politieke carrière
Na het beëindigen van zijn loopbaan als voetballer begon Blanco aan een carrière in de politiek. Hij werd verkozen tot burgemeester van Cuernavaca voor de periode 2016-2018 voor de Sociaaldemocratische Partij (PSD). Hij brak echter met die partij en als gekozen burgemeester werd hij lid van de Partido de Encuentro Solidario (Partij van de solidaire ontmoeting, PES). Van 2018 tot 2024 was hij gouverneur van Morelos namens een coalitie van Morena, PT en PES. Hij stapte over naar Morena en per 1 september 2024 werd hij verkozen tot lid van de Kamer van Afgevaardigden voor een  periode van drie jaar.

## Erelijst
Club América
- Primera División: Clausura 2005
- Campeón de Campeones: 2005
- CONCACAF Champions' Cup: 1992, 2006

 Dorados
- Copa MX: Apertura 2012

 Irapuato
- Liga de Ascenso: Clausura 2011

 Puebla
- Copa MX: Clausura 2015

 Mexico
- FIFA Confederations Cup: 1999
- CONCACAF Gold Cup: 1996, 1998

Individueel
- FIFA Confederations Cup Zilveren Schoen: 1999
- FIFA Confederations Cup Zilveren Bal: 1999
- Mexicaans Speler van het Jaar: 2001–2002
- Primera División Gouden Laars: Invierno 1998
- Primera División Gouden Bal: Invierno 1998, 2004/05, 2006/07
- MLS Speler van de Maand: mei 2008
- MLS Best XI: 2008
- MLS All-Star: 2008
- MLS All-Star Game MVP: 2008
- MLS Doelpunt van het Jaar: 2007
- Tecate Atleet van het Jaar: 2008
- Mexico Premio Nacional del Deporte: 2009
- Topscorer Aller Tijden FIFA Confederations Cup